# Saverți, Popilnea
Saverți (în ucraineană Саверці) este localitatea de reședință a comunei Saverți din raionul Popilnea, regiunea Jîtomîr, Ucraina.

## Demografie
Componența lingvistică a localității Saverți
     Ucraineană (99,6%)
     Alte limbi (0,4%)
Conform recensământului din 2001, majoritatea populației localității Saverți era vorbitoare de ucraineană (99,6%), existând în minoritate și vorbitori de alte limbi.